# Aimi Tanaka
Aimi Tanaka (田中 あいみ Tanaka Aimi?,  Tokio, Japón, 28 de abril de 1992) es una actriz de voz japonesa, afiliada a 81 Produce. Su primer papel protagónico fue el de Umaru Doma en la serie de anime Himouto! Umaru-chan. En 2016, recibió el premio de "Mejor actriz revelación" en la décima edición de los Seiyū Awards.

## Filmografía

### Anime
2012
- Aikatsu! - voces adicionales

2013
- Zettai Karen Children - voces adicionales
- Hayate no Gotoku! - voces adicionales
- Tokurei Sochi Dantai Stella Jo-Gakuin Kōtō-ka Shīkyūbu C³-bu - voces adicionales
- Danchi Tomoo - voces adicionales
- Yowamushi Pedal - voces adicionales
- Line Town - voces adicionales

2014
- Danchi Tomoo - Haruka Fukuoka
- Dragon Collection - voces adicionales
- Donten ni Warau - Gerokichi, Poko (episodio 7)
- Hanayamata - voces adicionales
- Yuuki Yuuna wa Yuusha de Aru - voces adicionales
- Wasimo - Hiyori

2015
- Absolute Duo - Miwa
- Cross Ange: Tenshi to Ryū no Rinbu - sacerdotista (episodio 15)
- Kekkai Sensen - enfermera (episodio 2)
- Himouto! Umaru-chan - Umaru Doma
- Lance N' Masques - Ryū Yuien
- Pikaia! - Wendy
- Hōkago no Pleiades - voces adicionales
- Yamada-kun to 7-nin no Majo - Eri (episodio 2)

2016
- Active Raid - Marimo Kaburagi
- Show by Rock!! - Peipain

2017
- Kyōkai no Rinne 3 - Kana Noroi
- Himouto! Umaru-chan R - Umaru Doma

2020
- Re:Zero kara Hajimeru Isekai Seikatsu - Lewes Meyer

### Otros
- Danganronpa V3: Killing Harmony - Himiko Yumeno
- VOCALOID4 Library Otomachi Una (Sugar & Spicy) - Otomachi Una (Sugar & Spicy)